# 英雄戦争
英雄戦争（えいゆうせんそう）は、水野良のファンタジー小説『ロードス島戦記』および同名のTRPGリプレイに登場する架空の戦争。作中では歴史的な大事件であり物語の主軸をなす。

## 由来
戦争の主役となった神聖ヴァリス王国とマーモ帝国、それぞれの為政者である「英雄王」ファーンと「暗黒皇帝」ベルドは、かつて「魔神戦争」で協力して魔神を打ち倒しロードスを救った「六英雄」の内の2人であった。この2人が争った、つまり英雄同士の戦争であるとして、後に英雄戦争と命名された。

## 経緯
魔神戦争終結後、六英雄の一人「赤髪の傭兵」ベルドは、当時国家として纏まっていなかった故郷「暗黒の島」マーモに戻り、わずか三年で島内に割拠していた諸勢力（暗黒神ファラリス教団、暗殺者ギルド、闇の森の蛮族、ダークエルフやゴブリンなどの妖魔）を力によって束ね、秩序や束縛からの自由を謳う暗黒神ファラリスを国教とするマーモ帝国を建国した。アシュラム、バグナードらマーモ帝国の重臣となる面々も、この時期に多くが従っている。一方、六英雄の一人「白き騎士」ファーンは故国のヴァリス王国聖騎士団に復帰し、新王国暦496年にヴァリス国王に即位し「白き王」「英雄王」と呼ばれるに至った。
魔神戦争から約30年後、ベルドは満を持してロードス本島への侵攻を開始し、カノン王国を急襲し占領する。カノンの王族は出奔していた第三王子・レオナーを除いて全て処刑され、王家の血統はほぼ絶えた。これが英雄戦争の発端である。
至高神ファリスを国教とするヴァリス王国にとって、暗黒神ファラリスの教団やそれに連なる闇の種族を主力とするマーモ帝国は到底容認できない存在であった。しかし単独でマーモ帝国と対決するのは不利と判断したファーン王は、隣国であるアラニア王国、モス公国、フレイム王国に対マーモ連合軍の結成を呼びかけ、大規模な包囲網を敷くことに成功する。ヴァリスとマーモの対立が明確化したこの時点で、英雄戦争が始まったとする見解もある。
その後しばらく表立った動きは無かったが、水面下での動きは盛んであった。特にマーモ帝国側は表立った外交だけでなく、秘密裏の工作を多用した。その結果、アラニア王国は国王カドモスVII世の暗殺により内戦が勃発し連合軍から脱落、モス公国も内部にマーモ帝国に寝返る国が出て脱落するなど、対マーモ連合は戦う前に崩壊の危機に直面する。盟主であるヴァリス王国でも王女フィアンナの誘拐事件が発生するが、姫は無事に奪還された。なお、フレイム王国では国内の対立勢力である炎の部族が蜂起するが、フレイム王カシューは王都防衛を腹心のシャダムに一任し、自らが率いる主力は連合軍に留まらせた。
ロードス暦810年（アレクラスト大陸の暦では新王国暦510年）春、マーモ帝国軍（総数2,800）はついにヴァリス王国への侵攻を開始する。ヴァリス領の東半分を瞬く間に席捲したマーモ軍を、王都ロイド郊外にてヴァリス・フレイムの連合軍（総数2,100）が迎え撃ち、全面対決となった。戦力的には互角と思われたが、戦局は先手を制したマーモの優位に推移した。劣勢の連合軍はカシューが率いるフレイム軍の奮戦により持ち堪え、ファーン王はベルド皇帝との一騎討ちに持ち込むも、魔法の助けで若さを保っていたベルドに老いたファーンは敗れる。直後にカシューがベルドとの決闘を引き継ぎ互角の戦いを繰り広げるが、フレイム側より打ち込まれた一本の矢によって均衡は崩れ、カシューが勝利した。圧倒的な存在感とカリスマ性で帝国を束ねていたベルドの死により、マーモ帝国軍は結束力を失って撤退した。最も狭義での英雄戦争は、マーモによるヴァリス侵攻からこの「ロイド郊外の戦い」までを指す。

## 終結後
結果的には勝利を得たヴァリス・フレイム連合軍であったが、ヴァリス王国はファーン王だけでなく宮廷魔術師エルムをはじめとする要人の多くを喪い、一般民から成る義勇兵にも甚大な被害を出したため、国力が著しく衰退する。フレイム軍も早急に本国へ帰還して炎の部族の攻勢に対処しなければならず、両国ともヴァリスの東半分の奪回と旧カノン王国への侵攻・解放を断念。ここに英雄戦争は終結する。
帝国の要であるベルドを失ったマーモ帝国は、余力を残しながらも進むべき方向を見失って現状維持に転じ、旧カノン領の統治に専念することになる。しかし元々武力による統治の国柄であるため、黒衣の将軍アシュラムなど一部を除くと、力による圧政以上の方法を取り得なかった。
ヴァリスは新国王に異例の神官エトを選び、国力の回復に全力を注ぐ。マーモに占領された東半分の奪回戦は、国内の不満を解消する意味もあってさほど間を置かずに実施されたが、この地は後々まで対マーモの最前線になる。
アラニア王国とモス公国はマーモの策略による内戦が10年以上続いた。内戦を逸早く終結させて順調に国力を伸ばしたのは、フレイム王国のみであった。

## 1本の矢の疑惑
前述のとおり、英雄戦争の帰趨を決したカシューとベルドの一騎討ちは、突如放たれた1本の矢によって明暗を分かつことになった。何者がこの矢を放ったのかは一部の派生作品を除いて明確にされていない。諸説ある中では、カーラ説、カシュー説、ナシェル説が小説中で仄めかされている。
ロードスの歴史に干渉し「光と闇の均衡」を保ってきた灰色の魔女カーラにとって、ファーンとベルドは生死を共にさせる必要があり、ファーンが斃れたからにはベルドも葬り去る必要があったというのがカーラ説である。実際両雄が共に斃れることで、ロードス島には束の間の均衡状態が訪れている。この戦いの前にカーラはウォートと「これ以上ベルドに手を出さない」という交換条件をかわしており、それを破ったことになる。なお、OVA版とコミック版『ロードス島戦記 灰色の魔女』では、カーラが手を下したことが明確に描かれている。OVAではベルドがファーンを倒した直後にカーラが魔法でベルドを手にかけており（ベルドとカシューは戦っていない）、コミック版ではカーラが自ら矢を放っている。
カシュー説は、カシューがいざというときのための切り札に狙撃兵を用意していたというものである。マーモの暗黒騎士団長アシュラムはベルドが斃れた直後からカシューを卑怯者と罵っており、狙撃はカシューの指示だと確信していた。カシューは問題の矢がベルドに刺さった時、一瞬剣を止めてからベルドの首を刎ねており、「止められたのに止めなかった」ことは本人が認めている。また、『新ロードス島戦記』にてギャラックは、カシューが一騎打ちの前に「弓の名手を潜ませていた」と発言している。
ナシェル説は、「ザ・スニーカー」連載版の『ロードス島伝説』最終回における、ファーンとベルドの一騎打ちの場に現れた『初老の男』の描写から想起されたものである。しかし文庫版ではこの部分が改稿されて、『初老の男』は傍観しただけのようになっている。

## 参考書籍
- 『ソード・ワールドRPG ロードス島ワールドガイド』 水野良（監修） 清松みゆき&グループSNE ISBN 4-8291-7404-8